# Intifada

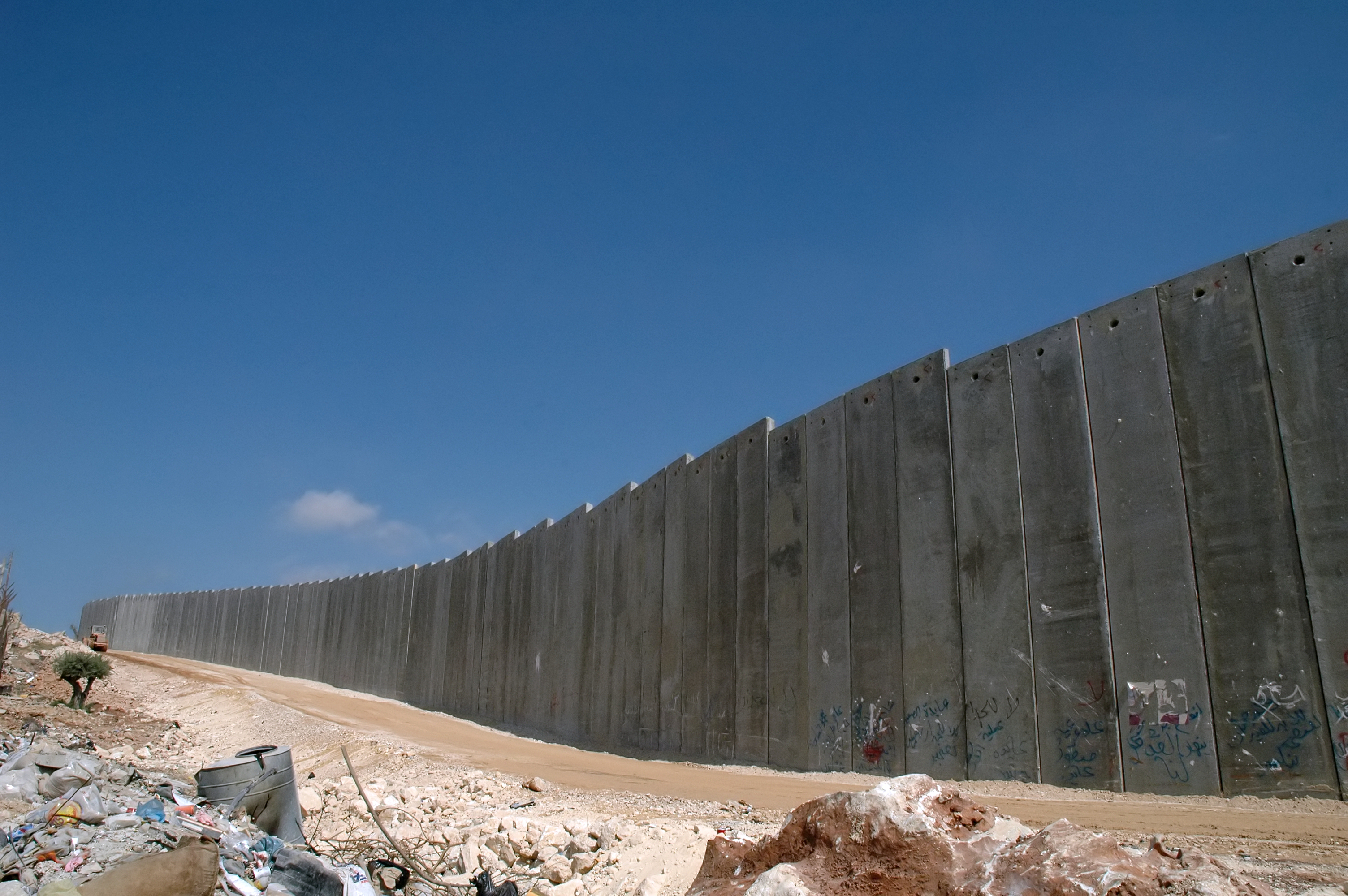
Mur oddzielający Zachodni Brzeg od Izraela

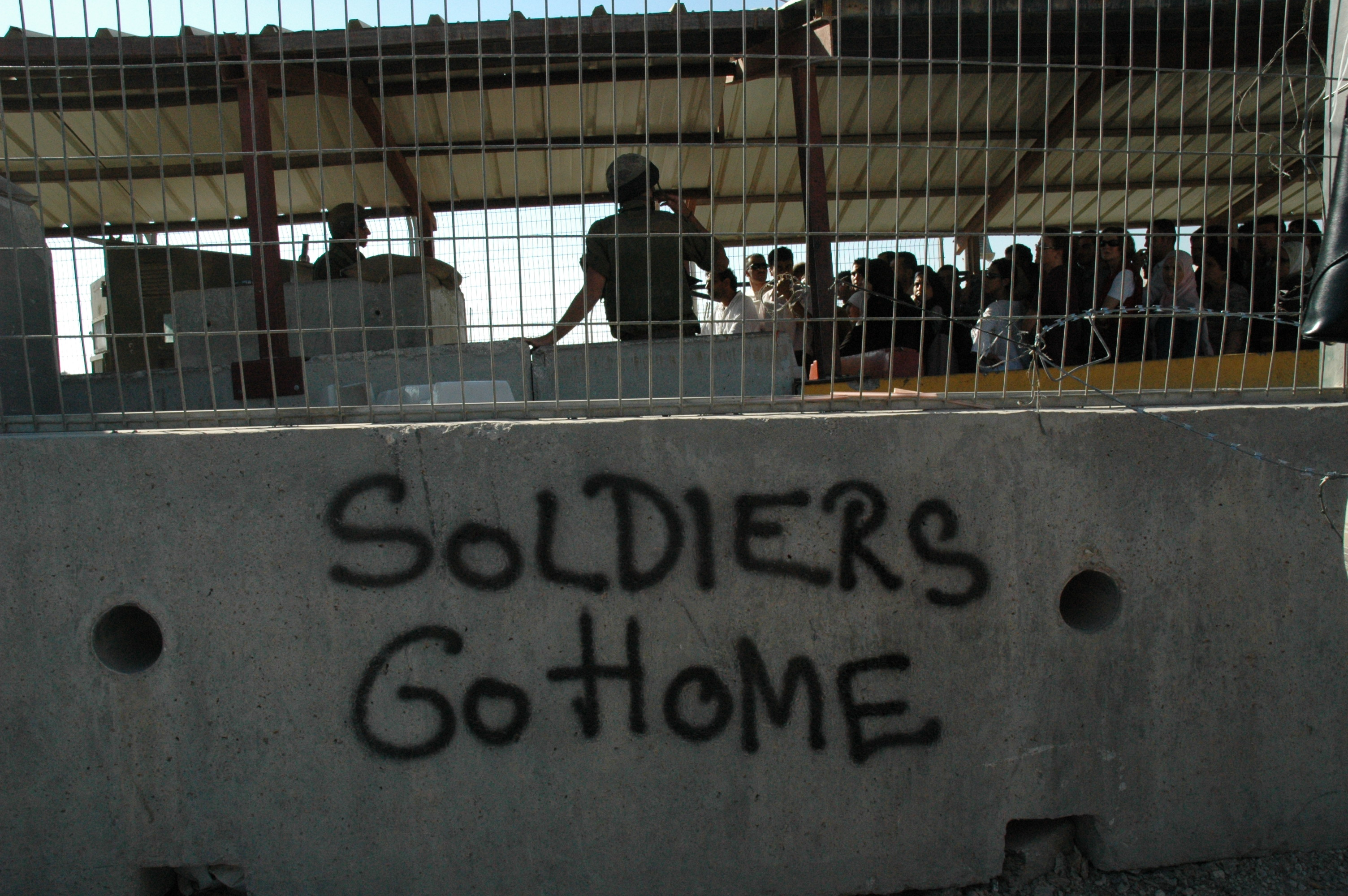
Graffiti na ścianie punktu kontrolnego w Kalandii

Intifada (hebr. ‏אינתיפאדה‎, arab. ‏انتفاضة‎ intifāḍa – strząsanie) – arabskie określenie buntu, rebelii, powstania.
Robin Shulman na łamach gazety The Washington Post interpretuje słowo intifada jako „okres powszechnego oporu przeciwko uciskowi”.
Określenie to jest najczęściej utożsamiane z konfliktem izraelsko-arabskim oraz tzw. intifadami palestyńskimi (pierwszą i drugą). W szerszym rozumieniu określenie odnosi się również do innych powstań:
- intifady w Bahrajnie
  - intifada marcowa (1965) – lewicowe powstanie przeciwko brytyjskiej obecności kolonialnej w Bahrajnie w marcu 1965
  - intifada w Bahrajnie (1990) – powstanie w 1990 w Bahrajnie z żądaniami przywrócenia demokracji
- intifada Zemla – algierskie określenie powstania Frontu Polisario w Saharze Hiszpańskiej (obec. Sahara Zachodnia) przeciwko hiszpańskiej okupacji w 1970
- intifada w Iraku – antyrządowe powstanie w 1991 w Iraku, przeciwko dyktaturze Saddama Husajna
- intifady palestyńskie – powstania palestyńskie przeciwko izraelskiej okupacji Palestyny
  - pierwsza intifada (intifada kamieni, 1987–1993)
  - druga intifada (Al-Aksa, 2000–2004)

- intifady niepodległości
  - intifada niepodległości – zamieszki w Maroku i Saharze Zachodniej w 2005
  - cedrowa rewolucja (intifada niezależności) – masowe demonstracje i zamieszki w 2005 w Libanie mające na celu usunięcie wojsk syryjskich z Libanu, wyjaśnienie okoliczności zamachu na premiera Rafika al-Haririego i organizację wolnych wyborów
- intifada francuska – masowe zamieszki uliczne ludności imigracyjnej (pochodzącej w większości z Czarnej Afryki i krajów Maghrebu, głównie wyznającej islam) we Francji w 2005